# See the Lights
See the Lights is een nummer van de Britse band Simple Minds uit 1991. Het is de tweede single van hun negende studioalbum Real Life.
Het nummer werd in een aantal landen een bescheiden hitje. In het Verenigd Koninkrijk bereikte het de 20e positie. In Nederland moest het nummer het met de 4e positie in de Tipparade doen, terwijl het in de Vlaamse Radio 2 Top 30 de 28e positie wist te bemachtigen.